# 田鼷鼠
田鼷鼠（學名Mus caroli），又稱卡氏小鼠、月鼠。見於柬埔寨、中國、印尼、日本、老挝、馬來西亞、泰國與越南。